# Leeds West (circonscription du Parlement britannique)

Leeds West dans le West Yorkshire.

La circonscription de Leeds West est une circonscription électorale anglaise située dans le West Yorkshire, et représentée à la Chambre des communes du Parlement britannique depuis 2010 par Rachel Reeves du Parti travailliste.